# 苻坚
秦宣昭帝苻坚（338年—385年10月16日），字永固，一名文玉，略阳临渭（今甘肃秦安）人，氐族，苻雄之子，苻洪之孫，苻健之侄，是十六国时期前秦的君主，称大秦天王。
初封東海王，後發動政變推翻堂兄苻生而即位，在位期間重用漢人王猛，亦推行一系列政策與民休息、加強生產，終令國家強盛，接著以軍事力量消滅北方多個獨立政權，成功統一北方，並攻佔了東晉領有的蜀地，與東晉南北對峙。苻堅於383年發動戰爭意圖消滅東晉，史稱淝水之戰，但最終敗給謝安、謝玄領導的北府兵，國家亦陷入混亂，各民族紛紛叛變獨立，苻堅最終亦遭羌人姚萇殺害，谥号宣昭，庙号世祖。

## 生平

### 祖父寵孫
苻堅的母親曾夢見受到神靈寵幸而懷孕，足足懷了十二個月才生下苻堅，苻堅生於正月初二日，年僅七歲就已顯現其聰敏善良的特質，且舉止都循規蹈矩。又因妥貼地侍奉祖父苻洪，不需詢問就能猜到祖父需求並及時拿來，故深得苻洪疼愛。八歲時，苻堅就請求苻洪安排家庭教師，苻洪見他熱心求學十分高興，欣然同意。

### 文武賢才
皇始四年（354年），苻雄去世，苻堅承襲父爵東海王。另苻堅亦獲授龍驤將軍，苻健以苻洪曾經在後趙獲授此號勉勵苻堅， 苻堅當時亦「揮劍捶馬」，被苻健的話所感動和激勵，士卒見此，亦心服苻堅。苻堅當時亦博學多才藝，更有經略大志、廣交豪傑，結交的呂婆樓、強汪、梁平老及王猛等人都成為其左右手。

### 政變登位
壽光三年（357年），姚襄謀圖關中，並聯結前秦境內的羌人，苻堅與苻黃眉、鄧羌等人率兵抵抗，終在鄧羌成功誘使姚襄出擊而由苻黃眉率主力將姚襄擊敗，並擒殺姚襄，逼令姚襄弟姚萇率其部眾歸降前秦。然而，當時前秦皇帝苻生賞罰失當，兇殘好殺，苻黃眉因立大功後未受褒賞，反受侮辱而謀反。雖然最終苻黃眉謀反失敗，但苻堅當時很有聲譽，姚襄舊將薛讚和權翼亦欣賞苻堅的才能，並勸苻堅學湯武伐昏君奪帝位 ；梁平老等人亦勸苻堅謀反。同年，苻堅與其兄苻法得知苻生有意加害，於是先發制人，入宮罷黜苻生，不久更殺死苻生。苻堅將帝位讓給苻法，但苻法自以庶出不敢受。苻坚在群臣的勸進下即位，並降號天王，稱「大秦天王」。即位後苻堅先誅除苻生寵信的董榮等人，隨後擢用李威、呂婆樓、王猛、權翼、薛讚等人。又追復被苻生所誅殺的八個顧命大臣的官位，隨才選用其子孫為官。

### 大行新政
苻堅即位後，亦修整一些名實不符的官職，恢復已絕的宗祀，上禮神祇，鼓勵農業，設立學校，扶持鰥寡孤獨和年老無依者。另亦褒揚稱頌一些有特殊才行、孝友忠義、有德業的人。後苻堅下令各地方官員都上舉孝悌、廉直、文學、政事四項才德的人才，若真的是人才就得賞賜，否則就被降罪；另苻堅亦不優待宗室，即使是宗室中人，若無才幹都會被棄用，於是當時國內官員都十分稱職。而通過開墾耕地，令前秦倉庫充實，人民溫飽而令盜賊也少了。
苻堅亦下令與民休息，在即位次年（358年）討平於并州叛變的張平後就下令偃甲息兵，直至365年出兵平定劉衞辰及曹轂的叛亂前都沒有大型的軍事行動。苻堅又應當時秋旱而下令減省膳食和暫停奏樂，將金玉錦繡等貴重物品散發給軍士，並命後宮省儉服飾。苻堅更開發山澤，且得出的資源不限於官府，連平民也可用。
至甘露六年（364年），苻堅下令各公國自置中尉、大農及其他官屬，然而眾人卻以當時富商趙掇、丁妃等人車服盛如王侯，紛紛延攬這些富商為二卿。苻堅於是下令延攬富商為卿者降爵位到侯爵，並下令沒爵位或官職的人都不能在都城百里以內乘車馬；工商、奴隸及婦人亦不得穿戴金銀錦繡，違者處死。

### 重用王猛
另一方面，苻堅重用漢人王猛，機要之事王猛幾乎無不知道，這令一眾氐族豪族及元勳十分不滿。其中特進樊世自恃是氐族豪族，且有大功勳，當眾直斥王猛竊取為前秦立下赫赫功勳的功臣之成果。苻堅知道後，決意殺樊世以威懾所有氐族豪族。樊世死後，各氐人都爭相批評王猛，苻堅更為王猛而謾罵和鞭撻大臣，終令氐人都畏懼王猛，壓制了氐族豪強對王猛新政的反抗力量。而王猛於359年捕殺酗酒橫行，掠貨擄人的強太后弟強德，苻堅想下令赦免亦趕不及，後來不但沒有問罪王猛，更讓王猛在數十日內處罰了二十多個權豪貴戚，其嚴正執法亦為苻堅所允許、認同。

### 五公之亂
甘露六年（364年），汝南公苻騰謀反被殺，當時王猛以苻生諸弟尚有五人，建議苻堅除去五人，否則終會為患，然而苻堅不聽。至次年，因著劉衞辰及曹轂的叛亂，苻堅親自率軍出征平定，並北巡朔方以撫諸胡。時為征北將軍的苻幼趁機領兵進攻當時由太子苻宏、王猛及李威留守的首都長安，只因李威領兵擊斬苻幼而平定亂事。
苻幼起事時其實還暗中聯結了征東大將軍、并州牧、晉公苻柳以及征西大將軍、秦州刺史、趙公苻雙，但苻堅以二人分別為伯父苻健愛子及同母弟弟而不問罪，亦不將此事公布。然而，二人卻與時為鎮東將軍、洛州刺史的魏公苻廋及安西將軍、雍州刺史的燕公苻武共謀作亂。苻堅得知，於是召眾人到長安，但四人就在建元三年（367年）十月各據州治起兵反叛，苻堅試圖勸其罷兵，答應一切如故，不作追究，並以齧棃 為信物，但四人都沒有任何動搖。次年正月，苻堅正式派軍鎮壓叛亂，派楊成世、毛嵩、鄧羌、王猛、張蚝等人分途出兵，分別進攻四地。但當時楊成世及毛嵩都分別敗於苻雙和苻武的叛軍，逼使苻堅再將王鑒、呂光等人率兵再攻。最終王鑒、呂光及王猛等先後擊敗並斬殺四公，才令亂事成功於當年平定。而在苻堅進攻苻廋時，苻廋主動獻州治陝城（今河南陝縣）歸降前燕，並請兵接應。此舉震動前秦，更逼使苻堅派大軍至華陰（今陝西華陰）防備，只因前燕太傅慕容評拒絕迎降，才避免了更大的危機。

### 消滅前燕
建元五年（369年），前燕吳王慕容垂在擊退東晉桓溫的北伐軍後因受到慕容評排擠，於是出奔降秦。苻堅早於兩年前知道慕容恪去世的消息時就已經有吞併前燕的計劃，還特地派了使者出使前燕以探虛實，然而苻堅因為慕容垂的威名而不敢出兵。現在慕容垂自來，苻堅十分高興，並親自出郊迎接，對其極為禮待，更以其為冠軍將軍，不顧王猛要他提防慕容垂的諫言。
同年十二月，苻堅以前燕違背當日請兵的諾言，不割讓虎牢（今河南滎陽汜水縣西北）以西土地予前秦為藉口出兵前燕，以王猛、梁成和鄧羌率軍，進攻洛陽（今河南洛陽市），並於次年年初攻下。六月，苻堅再命王猛等出兵前燕，自己更親自送行。王猛終在潞川擊潰率領三十多萬 大軍的前燕太傅慕容評，並乘勝直取前燕首都鄴城（今河北臨漳縣西南），苻堅更在王猛圍攻鄴城時親自率軍前往鄴城助戰。拿下鄴城後，正出奔遼東的前燕皇帝慕容暐被前秦追兵生擒，前燕在遼東的殘餘反抗力量亦遭消滅，前秦正式吞併前燕。
另一方面，369年，東晉將領袁真在桓溫北伐失敗後因被桓溫委以戰爭失利的罪責，憤而據壽春（今安徽壽縣）叛變，聯結前燕及前秦。 袁真不久去世，但其子袁瑾仍然堅守壽春，並在前燕亡後繼續向苻堅求救。苻堅於是於371年派王鑒及張蚝救援，但圍城的桓溫派將領桓伊等擊敗王鑒等，逼其退屯慎城（今安徽潁上縣），不久壽春被晉軍攻陷。

### 出兵西擴
在前秦吞併前燕，收撫前燕領土的同一年，名義上臣服於前秦的仇池公楊世死，其子楊纂襲位後只受東晉朝命，斷絕與前秦的臣屬關係，苻堅遂在次年（371年）派兵進攻仇池。當時楊纂叔父楊統正與楊纂兵戎相見，東晉梁州刺史楊亮知道前秦進攻後亦派了郭寶等領兵協助楊纂，然而最終楊纂軍大敗，在仇池兵臨城下及楊統率眾降秦之下，楊纂只得出降。此後前秦命參與進攻仇池的將領楊安鎮守仇池。前仇池至此滅亡。當時苻堅有意在河西樹立威信，以德懷民，於是盡釋早前俘獲的前涼將領陰據及其所統五千兵士，前涼君主張天錫在佑道前仇池被前秦攻滅後甚為畏懼，至此就被逼向前秦稱藩。吐谷渾君主碎奚亦因前仇池滅亡而遺使向前秦進貢，苻堅亦授予其官職爵位。另外，苻堅又出兵攻伐隴西鮮卑首領乞伏司繁，盡降其眾，苻堅留乞伏司繁在長安，只由其堂叔乞伏吐雷統眾。
建元九年（373年），東晉梁州刺史楊亮派其子楊廣進攻仇池。但楊廣敗於仇池守將楊安，原先駐守沮水防備前秦的各軍戍更因而棄守潰逃，逼使楊亮退守磬險。而楊安亦趁機進攻東晉，進攻漢川。不久，苻堅更命益州刺史王統領攻漢川，毛當等攻劍門（今四川劍閣東北），大舉進攻東晉梁、益二州。楊亮在青谷率巴獠抵抗但失敗，只得退保西城（今陝西安康西北），結果漢中（今陝西漢中）、劍閣（今四川劍閣）、梓潼（今四川梓潼縣）等地先後失陷。東晉益州刺史周仲孫在緜竹（今四川綿竹縣）要抵抗來侵的朱肜部時，另一邊的毛當已經快攻到益州治所成都（今四川成都），周仲孫唯有逃到南中，於是前秦攻下了益、梁二州。
次年，益州發生叛亂，蜀人張育、楊光起兵反抗前秦，並向東晉稱藩，而巴獠酋帥張重、尹萬等亦參與，苻堅於是命鄧羌入蜀鎮壓；同一時間，東晉益州刺史竺瑤及威遠將軍桓石虔則受命入蜀，進攻墊江（今重慶墊江縣）。當時張育等人圍攻成都，但期間他們內訌爭權，終被鄧羌等人擊敗，叛亂被平定。竺瑤和桓石虔雖於墊江擊敗寧州刺史姚萇，但不能擴大戰事，只得退還巴東，前秦始終固守了蜀地。
建元十二年（376年），苻堅以張天錫「雖稱藩受位，然臣道未純」為由出兵十三萬進攻前涼。當時苻堅亦派閻負和梁殊出使前涼，徵召張天錫到長安，然而張天錫不願投降，決意與前秦決一死戰，下令斬殺二人，並派馬建抵抗前秦。隨著前秦軍西渡黃河，攻下纏縮城（今甘肅永登縣南），張天錫更派掌據到洪池（今甘肅天祝縣西北烏鞘嶺）協同馬建作戰，自己更親自率兵到金昌助戰。然而，前秦軍進攻二人時，馬建竟向前秦投降而掌據戰死，張天錫驚懼而退還都城姑臧（今甘肅武威）。前秦軍接著直攻姑臧，張天錫被逼出降，前涼至此滅亡。

### 統一北方
隨著先後攻滅前燕、前仇池和前涼三個割據政權，北方唯一的割據政權就是拓跋氏建立的代國。在滅前涼的同一年，苻堅以應劉衞辰求救為由，命幽州刺史苻洛率兵十萬，另派鄧羌等率兵二十萬，一起北征代國。當時代王拓跋什翼犍先後命白部、獨狐部及南部大人劉庫仁抵禦，但都失敗，而什翼犍因病而不能率兵，被逼北走陰山，但高車部族此時卻叛變，什翼犍只得回到漠南，並看準前秦軍稍退，於是返回雲中郡盛樂（今內蒙古和林格爾北）的都城。此時，拓跋斤挑撥什翼犍子拓跋寔君，令其起兵殺死父親及其他弟弟；前秦軍聞訊亦立刻出兵雲中，代國於是崩潰，為前秦所滅。
苻堅隨後殺死拓跋斤及拓跋寔君，拓跋窟咄被強遷至長安，而什翼犍諸子亦被殺，什翼犍孫拓跋珪尚幼，再無於當地有效控制代國統下諸部的人。苻堅因而聽從燕鳳的話，分別以劉庫仁及劉衞辰分統代國諸部，借兩人之間的矛盾互相制衡。至此，前秦成功統一北方，只剩下據有江南地區的東晉。

### 南逼東晉
建元十四年（378年），苻堅派苻丕等人進攻襄陽（今湖北襄陽市），另分一路由慕容垂、姚萇率領的軍隊經武當，配合苻丕進攻襄陽。數月後，兗州刺史彭超請求進攻彭城（今江蘇徐州市），並上言請派重將出兵淮南，與進攻襄陽的苻丕配合，形成東西並進之勢，最終消滅東晉。苻堅同意並派了俱難、毛盛等人進攻淮陰（今江蘇淮陰）、盱眙（今江蘇盱眙縣東北），由彭超都督東討諸軍事。
進攻襄陽的軍隊因著守將朱序堅守以及苟萇意圖孤立襄陽而逼其自降的戰略，一直與晉軍相持至年末。此事令苻丕等遭到彈劾，苻堅亦下令要求苻丕最遲在明年春季就要取勝。苻丕於是轉而急攻，終於在次年正月攻下襄陽。另一方面，晉兗州刺史謝玄於建元十五年（379年）奉命救援彭城，最終雖然護送城內的晉軍和沛郡太守戴逯離開，但彭城仍被前秦攻下，及後秦軍亦先後攻下盱眙和淮陰，並在三阿（今江蘇寶應）圍困晉幽州刺史田洛，威脅東晉江北重鎮廣陵（今江蘇揚州市）。此時，晉軍發動反擊，成功擊敗圍攻三阿的俱難、彭超等，逼他們退屯盱眙；次月二人再失盱眙，退保淮陰，但晉軍水軍當時乘潮北上，焚毀秦軍建在淮河上的橋，並擊敗俱難等，逼其退還淮北。而面對謝玄等的追擊，二人終在君川（今江蘇盱眙縣北）大敗給晉軍。面對東線的大敗，苻堅大怒並收捕彭超，嚇得彭超自殺，又將俱難貶為庶民。

### 宗室內爭
就在建元十四年（378年）東西二線南攻東晉之時，鎮守洛陽的北海公苻重謀反，不過很快就因苻重長史呂光忠於苻堅而被平定，苻重獲赦而返回府第。至建元十六年（380年），苻堅卻再度命苻重為鎮北大將軍，駐鎮薊（今北京）。同年，苻堅亦命行唐公苻洛為征南大將軍，鎮守成都，並命其由襄陽循漢水西上上任。但其實苻洛在立下滅亡代國的大功後因為沒有獲苻堅封為將相重臣，反倒仍以其作為邊境州牧深感不滿，更懷疑命他到襄陽其實是苻堅殺他的陰謀，於是決定叛變。當時雖然只有苻重支持苻洛，但苻洛仍自和龍（今遼寧錦州）率兵七萬直指長安。關中人民恐懼戰亂，人心騷動，盜賊興起，苻堅試圖勸降，於是以永封幽州請苻洛罷兵。然而苻洛拒絕，並聲言要「還王咸陽，以承高祖之業」，更反說若苻堅在潼關候駕，他會以他為上公，還爵東海。苻堅於是大怒，出兵討伐，並在中山與苻重及苻洛的十萬聯軍會戰，終生擒苻洛並斬殺苻重，平定亂事。
事後，苻堅認為關東地區地廣人多，於是決定從原居於三原（今陝西三原縣）、九嵕（今陝西乾縣東北）、武都（今甘肅成縣西）、汧（今陝西鳳翔縣南）、雍（今陝西鳳翔縣南）的氐族人中分出十五萬戶，由各宗室統領分布於各方鎮，如古時諸侯一般。不過，被遷移居方鎮的人們因為要與家人分別，都哀傷號哭，路人看見都感到傷心。

### 遺恨淝水
王猛於建元十一年（375年）去世，臨死時說：「晉室現在雖然立於偏遠的江南地區，但承繼正統。現在國家最寶貴的就是親近仁德之人以及與鄰國友好。臣死以後，希望不要對東晉有所圖謀。鮮卑、羌虜都是我們的仇敵，終會成為禍患，應該將他們除去，以利社稷。」 希望苻堅先解決國內鮮卑和羌族等其他少數民族對前秦政權的暗藏問題。不過，苻堅在統一北方後仍未聽從王猛之言，著力解決國內民族問題。
苻堅從車師前部王彌窴及鄯善國王休密馱等處聽說西域有高僧鳩摩羅什，苻堅視為國寶，請求西域派羅什入秦遭到拒絕。建元十八年（382年），苻堅派呂光領七萬大軍征伐不服前秦要求的西域，並於次年正月出發。呂光征伐西域龜茲等國大獲全勝，攻下龜茲後強迫鳩摩羅什與龜茲公主發生關係，並把兩人關在不發生關係就出不去的房間裡，被抓走後的餘生都在被強迫與女人發生關係。西域諸國歸附前秦。鳩摩羅什也被呂光攜帶身邊。中國境內只剩東晉一地不是前秦版圖，苻堅急於統一中國，開始謀劃出兵東晉。
建元十八年（382年），苻堅大會群臣，自以能得九十七萬兵力，提出親征東晉，統一全國的計劃。當時秘書監朱肜表示支持，尚書左僕射權翼及太子左衞率石越卻都以東晉君臣和睦，且當時為重臣的謝安及桓沖都是人才，皆予以反對。而當時群臣亦各有意見，未有共識。苻堅見此，就說：「像在道旁建房子去問意見，就因聽太多不同的議論而一事無成，我心中自有決斷。」群臣退下後，苻堅留下其弟苻融繼續和他討論，然而苻融亦以天象不利、晉室上下和睦以及兵疲將倦三點為由反對。苻堅因而大怒，苻融後哭著勸諫，並重提王猛死前的話也未能說動苻堅。後名僧釋道安、太子苻宏、幼子中山公苻詵以至寵妃張夫人皆反對伐晉，苻融等人亦屢次上書表示反對，苻堅仍然不肯放棄出兵東晉的計劃，可見苻堅當時其實下了決心；朝野唯一支持計劃的只有鮮卑武將慕容垂，苻堅聽後十分高興，於是向慕容垂說：「與我平定天下的人，就只有你一個呀。」更賜其五百匹布帛。最諷刺的是，慕容垂支持苻堅南征的唯一原因，只是出於調虎離山方便自己後來叛變的私心。
建元十九年（383年）五月，東晉荊州刺史桓沖出兵襄陽、沔北及蜀地。桓沖於七月退軍後，苻堅便下令大舉出兵東晉，每十丁就遣一人為兵；二十歲以下的良家子但凡有武藝、驍勇、富有、有雄材都拜為羽林郎，最終召得三萬多人。八月，苻堅命苻融率張蚝、梁成和慕容垂等以二十五萬步騎兵作為前鋒，自己則隨後自長安發兵，率領六十餘萬戎卒及二十七萬騎兵的主力，大軍旗鼓相望，前後千里。十月，苻融攻陷壽陽（今安徽壽縣），並以梁成率五萬兵駐守洛澗，阻止率領晉軍主力的謝石和謝玄等人的進攻。當時正進攻晉將胡彬的苻融捕獲胡彬的所派去聯絡謝石的使者，得知胡彬糧盡乏援的困境，於是派使者向正率大軍在項城的苻堅聯絡：「晉軍兵少易擒，但就怕他們會逃走，應該快快進攻他們。」苻堅於是留下大軍，秘密自率八千輕騎直抵壽陽 。然而，晉將劉牢之及後率軍進攻洛澗，擊殺梁成，前秦軍隊潰敗，謝石等於是率領大軍水陸並進，與前秦軍隔淝水對峙。苻堅和苻融此時從壽陽城觀察晉軍，見其軍容整齊，連八公山上的草木都以為是晉軍，於是說：「這也是勁敵，怎能說他們弱呀！」由此悵然失意並有懼色。苻堅及後答允晉軍要他們稍為後撤，讓晉軍渡過淝水作戰的要求，並認為能待晉軍半渡、陷於河中之時出擊，便能將其一舉擊潰。但當前秦大軍開始後退時，先前於襄陽被擒投誠的降將朱序大叫「秦兵敗矣」，秦軍頓時軍心大亂而潰散。苻融親自騎馬入陣中試圖重整亂軍，但反而墮馬被踩死，晉軍於是追擊潰敗的前秦軍，令前秦軍傷亡慘重，連苻堅本人亦中流矢受傷，單騎逃到淮北。
苻堅敗退到淮北時十分飢餓，有平民送他飯菜，苻堅於是給予賞賜，然而該平民卻拒絕，更稱苻堅自取厄困，自己身為其子民即為其子，不圖回報。苻堅因而大感慚愧。及後苻堅與慕容垂的三萬軍隊會合，隨後一直沿途收集逃散的敗兵，到洛陽時聚集了十餘萬人，百官、儀物和軍容都大致齊備了。後苻堅返回長安，哭悼苻融並告罪宗廟後下令大赦，下令鍛煉兵器並監督農務，撫順孤老及陣亡士兵的家屬，試圖重建國家秩序。

### 國亂身死
隴西鮮卑的乞伏步頹在苻堅出兵東晉時乘機反叛，苻堅派乞伏步頹的侄兒、原降於前秦的乞伏司繁子乞伏國仁出兵討伐，但二人卻相結。淝水戰敗後，乞伏國仁於是裹脅隴西鮮卑諸部叛變，後建立起西秦。而苻堅在洛陽時，不顧權翼的反對，答允讓慕容垂到河北地區安撫民眾及拜謁慕容氏宗廟陵墓。然而慕容垂後來則乘被當時駐鎮鄴城的長樂公苻丕派往鎮壓丁零人翟斌叛亂的機會，聯結丁零人叛秦，並於建元二十年（384年）反與丁零人圍攻鄴城，建立後燕。在圍攻鄴城的同年，慕容泓知道慕容垂的行動亦在關東收集部眾自立，甚為強盛；慕容沖亦在平陽叛變，後投奔慕容泓，慕容泓於是建立西燕，並率眾進攻長安。
為征討大舉叛變的慕容鮮卑，苻堅徵召鉅鹿公苻叡，令其與竇衝及姚萇同討慕容泓，但最終苻叡兵敗戰死，姚萇遣使謝罪卻因苻堅殺其使者而逃到渭北牧馬場，乘機煽動羌族豪帥共五萬餘家歸附，自稱秦王，建立後秦。苻堅自率二萬步騎討伐後秦軍，屢敗後秦軍，更逼得後秦軍中缺水，更有人渴死，但此時天降大雨，後秦軍隊再起，隨後更反敗前秦軍隊。苻堅見慕容沖等已逼近長安，於是回軍長安並組織抵抗，但所派的苻琳、姜宇都兵敗，慕容沖成功佔領阿房城（今陝西西安市西），長安遭圍困。建元二十一年（385年），苻堅在長安宴請群臣，但當時長安已鬧饑荒，發生人食人的事，諸將回家後都吐出宴中吃下的肉來餵饑餓的妻兒。隨後前秦與西燕軍互相攻伐，互有勝負，但在衞將軍楊定被西燕所俘後，苻堅大懼，竟相信他曾經下令禁止的讖諱之言「帝出五將久長得」，留太子苻宏留守長安，自己率數百騎及張夫人、苻詵和苻寶、苻錦兩名女兒一同出奔五將山。然而苻堅到五將山後，後秦將領吳忠就來圍攻。苻堅雖見身邊的前秦軍都潰散，但亦神色自若，坐著安然等待吳忠。吳忠及後將苻堅送至新平郡幽禁。
姚萇及後向苻堅索要傳國玉璽，苻堅張目喝道：「小小羌胡竟敢逼迫天子，五胡的曆數次序，沒有你這個羌人的名字。玉璽已送到晉朝那裏，你得不到的了！」姚萇於是又派人提出苻堅禪讓給他，苻堅亦說：「禪代，是聖賢的事，姚萇是叛賊，有甚麼資格做這事！」苻堅自以平生都待姚萇不薄，甚至在淝水之戰前將「龍驤將軍」這個祖父曾受以及自己殺苻生奪位時有的將軍號珍而重之地封予姚萇，現在姚萇反叛並逼迫他，於是屢次責罵姚萇以求死，並為免姚萇凌辱兩名女兒，於是先殺苻寶和苻錦。八月辛丑日（10月16日），姚萇命人將苻堅絞死於新平佛寺（今彬縣南靜光寺）內，享年四十八歲。張夫人及苻詵亦跟著自殺。
姚萇為掩飾他殺死苻堅的事，故意諡苻堅為壯烈天王。而苻堅去世同年，苻丕得知其死訊，便即位為帝，諡苻堅為宣昭皇帝，上廟號世祖。征西域後回到涼州的呂光得知苻堅去世，亦諡其為文昭皇帝。
苻坚死後就地埋葬，當地人稱“長角塚”。許多人民尊其為苻王爺奉祀之，謂能避免疫病、兵亂。根據《晉書》記載，姚萇被苻堅冤魂作祟，終至發狂，武士欲去救援，竟然打傷其陰部，大出血而死。萇死前還一直跪地叩首，請求苻堅原諒他。

## 為政措施
苻堅除了一系列減省奢侈品、鼓勵農業、停止征戰外，更建立學校，重視文教，尤其留心儒學。苻堅曾下令廣收學官，重視經學，郡國弟子員只要通曉一經或以上就獲授官，亦表彰有才德和努力營田之人，令人們都望得朝廷勸勵，崇尚清廉正直，物資亦豐盛。苻堅更每月親臨太學考拔學生，消滅前燕後更在長安祭祀孔子。而王猛亦助苻堅整順風俗，令全國學校漸興。在苻堅治下的關隴地區豐盛安定，地區回復秩序，工商業興盛，一片繁華景象。及至後來王猛去世後，苻堅仍然尊崇儒學，不但命太子、公侯和官員之子以及中外四禁 、二衞、四軍長上 的將士都要受學，連帶後宮亦設有典學，教宮內宦官及宮婢經學。另亦嚴厲禁止老莊以及圖讖學說。後來西域大宛獻馬，苻堅效法西漢漢文帝送還進貢的千里馬，更加命群臣作《止馬詩》送到西域，以示沒有取千里馬的欲望。最終共有四百多人獻詩。
苻堅亦重視生產，遇上天旱不但曾下令節儉及開山澤資源與民共享，亦督導百姓耕種，自己更親身躬耕藉田，讓苟皇后親身養蠶，以示對農業的重視。後又徵集王侯以下及豪門富戶的家僮奴僕共三萬人開通涇水上流，引水灌溉解決關中水旱問題。
苻堅對於前秦這個多民族組成的國家其實沒有作出民族融合的措施。如隴西鮮卑首領乞伏司繁投降後，只遷乞伏司繁到長安，仍留其部眾在隴西地區；前燕鮮卑族人除了慕容氏皇族及部分關東豪族被遷至關中地區外，尚有大部分留在前燕故地，另亦遷原居中山的丁零族人到新安（今河南新安縣）；消滅代國後，苻堅雖然由北方匈奴人代領代國遺眾，但仍居北方。在苻洛叛亂被平定後，苻堅則為更好的管理關東以至各地民族，於是從原集中於關中的氐族人分出十五萬戶，各由宗親率領出鎮，如古分封諸侯般管治地方 。然而此舉卻分散了氐族的民族力量，影響對各地的軍事影響力，而移居關中的各少數民族更成前秦的心腹大患 。

## 性格特徵
- 史載苻堅「臂垂過膝，目有紫光」。
- 苻堅與苻法兄弟友好，然而在苻堅即位之初其母苟氏以苻法年長、賢能以及得人心而殺害苻法，苻堅無奈下只有哭著與他訣別，傷心得吐血。後來其子苻陽因憤恨父親無罪遭戮，而謀反，苻堅亦不誅殺。
- 苻堅寬待容人，如後趙舊將張平在秦、燕之間搖擺，維持半獨立狀態[23] ，357年更以并州叛秦，但仍然加以寬待，署為右將軍。後苻重在洛陽叛變，苻堅也赦而不誅，後更再派他出鎮，終招來苻重聯同苻洛再叛；而苻洛敗後苻堅仍不殺，只流放他到西海郡。另苻堅亦善待亡國貴族，如前涼張氏、前燕慕容氏等都沒有進行屠殺，甚至頗見親待。
- 苻堅執政前期大推善政，崇尚節儉，然而在王猛死後，苻堅卻因聽後趙前將作功曹熊邈講述後趙宮室器具的規模，下令以其為將作長史，大修舟艦、兵器，並以金銀裝飾，講求精巧，一改之前節儉之風。慕容農亦因而說：「自從王猛死後，秦的法制日漸頹靡，今日又著重奢侈，大禍將來了。」[24]
- 苻堅初年虛心接納臣下的諫言，如即位初期曾經登龍門，向群臣展現他甚為滿足於關中的穩固。而權翼、薛讚當時則以夏、商、周、秦四個朝代由興盛的基礎而到最終遭他人所滅，表達出修備德行的重要，穩固的地勢並不足以固國。苻堅聽後大喜，隨後就施行一系列新政與民休息。後苻堅在鄴附近狩獵十多日，樂而忘返，亦聽從伶人王洛的勸言，不再出獵。但後來苻堅卻在出兵東晉等事上聽不下諫言，只想聽到支持自己的論調。
- 苻堅生母因為年輕守寡，於是寵幸將軍李威，當時史官亦記載此事。但苻堅後來看起居注和史官所著的著作發現載有這種事，於是發怒燒書並大檢史官，要加罪於史官，因著作郎趙淵、車敬等已死才了事。

## 評價
- 《晉書》史臣曰：「永固雅量瓌姿，變夷從夏，叶魚龍之遙詠，挺莫苻之休徵，克翦姦回，纂承偽曆，遵明王之德教，闡先聖之儒風，撫育黎元，憂勤庶政。……乃平燕定蜀，擒代吞涼，跨三分之二，居九州之七，遐荒慕義，幽險宅心，因止馬而獻歌，託棲以成頌，因以功侔曩烈，豈直化洽當年！雖五胡之盛，莫之比也。既而足己夸世，複諫違謀，輕敵怒鄰，窮兵黷武。懟三正之未叶，恥五運之猶乖，傾率土之師，起滔天之寇，負其犬羊之力，肆其吞噬之能。自謂戰必勝，攻必取，便欲鳴鷥禹穴，駐蹕疑山，疏爵以侯楚材，築館以須歸命。曾鬥知人道助順，神理害盈，雖矜涿野之強，終致昆陽之敗。道使文渠候隙，狡寇伺間，步搖啟其禍先，燒當乘其亂極，宗社遷於他族，身首罄於賊臣，賊戒將來，取笑天下，豈不哀哉！豈不謬哉！」
- 《晉書》贊曰：「永固禎祥，肇自龍驤。垂旒負扆，竊帝圖王。患生縱敵，難起矜強。」
- 苻洪：「此兒姿貌瓖偉，質性過人，非常相也。」
- 徐統：「此兒有霸王之相。」又曰：「苻郎骨相不恒，後當大貴，但僕不見。」
- 薛禮、權翼：「非常人也！」
- 苻廋：「苻堅、王猛，皆人傑也。」
- 司馬光：「夫有功不賞，有罪不誅，雖堯、舜不能為治，況他人乎！秦王堅每得反者輒宥之，使其臣狃於為逆，行險徼幸，力屈被擒，猶不憂死，亂何自而息哉！《書》曰：『威克厥愛，允濟；愛克厥威，允罔功。』《詩》云：『毋縱詭隨，以謹罔極；式遏寇虐，無俾作慝。』今堅違之，能無亡乎！」又言：「論者皆以為秦王堅之亡，由不殺慕容垂、姚萇故也。臣獨以為不然。許劭謂魏武帝治世之能臣，亂世之姦雄。使堅治國無失其道，則垂、萇皆秦之能臣也，烏能為亂哉！堅之所以亡，由驟勝而驕故也。魏文侯問李子，吳之所以亡，對曰：『數戰數勝。』文侯曰：『數戰數勝，國之福也，何故亡？』對曰：『數戰則民疲，數勝則主驕，以驕主御疲民，未有不亡者也。』秦王堅似之矣。」
- 歷史學家陳登原認為苻堅有四大善事——文學優良，內政修明，大度容人，武功赫赫。后人对待亡国贵族往往以苻坚之仁为戒，选择屠杀殆尽。
- 呂思勉：「苻堅在諸胡中，尚為稍知治體者，然究非大器。嘗縣珠簾於正殿，以朝群臣。宮宇、車乘、器物、服御、乘以珠璣、琅玕、奇寶、珍怪飾之。雖以尚書裴元略之諫，命去珠簾，且以元略為諫議大夫，然此特好名之為，其諸事不免淫侈，則可想見矣。」後又以苻堅以慕容沖及前燕清河公主姐弟皆有美色而皆寵幸，直斥其「荒淫」。又指其命呂光征西域是「蓋一欲誇耀武功，一亦貪其珍寶也。」又曰：「堅知晉終為秦患，命將出師之不足以晉，而未知躬自入犯之更招大禍，仍是失之於疏；而其疏，亦仍是失之於驕耳。」
- 著名作家柏楊於柏楊版資治通鑑第25冊的序言中寫到：在大分裂時代中，苻堅大帝以超時代的睿智之姿，出現舞台，為苦難的北中國人民，帶來一個太平盛世。

## 傳說
- 據說苻堅生母苟氏曾在漳水遊玩，並在西門豹寺祈子，在當晚夢與神交，於是懷有苻堅。十二個月後苻堅才出生，當時天上有神光照耀門庭，苻堅背上亦有紅色字，寫著「草苻臣又土王咸陽」。後苻洪以此及「艸付應王」的讖言改姓苻氏。
- 姚苌曾把苻坚的屍體挖出来鞭尸，脫掉衣服用荆棘裹起来，再以土坑埋掉。苻坚的冤魂作祟非常顯著，姚萇後來諸事不順，屢屢敗陣，認為是苻堅顯靈，於是也在軍中樹立苻堅像祈求道：「新平之禍，不是臣姚萇的錯啊，臣的兄長姚襄從陝州北渡，順著道路要往西邊去，像狐狸死時把頭朝向原本洞穴一樣，只是想要見一見鄉里啊。陛下與苻眉攔阻於路上攻擊他，害他不能成功就死了，姚襄遺命臣一定要報仇。苻登是陛下的遠親亦想復仇，臣為自己的兄長報仇，又怎麼說是辜負了義理呢？當年陛下封我為龍驤將軍，跟我說：『朕從龍驤將軍當上了皇帝，卿也好好努力罷！』這明明白白的詔諭非常顯然，好像還在耳邊一樣。陛下已經過世成為神明了，怎麼會透過苻登而謀害臣，忘卻當年說的話呢！現在為陛下立神像，請陛下的靈魂進入這裏，不要計較臣的過失了，聽臣至誠的禱告。」[25] 不過姚萇戰況仍未有改善，反而睡不安穩，並招來苻登批評「古今以來，豈有人殺了主公卻反而為主公立神像請求賜福？他期望會有好處嗎？」[26]姚萇終毀了苻堅神像。據說姚萇死前曾夢見過苻堅率天官、鬼兵去襲擊他[27]，期間他被救援自己的士兵誤傷陰部至大量出血。醒後就發現陰部腫脹，醫者刺腫處則如夢中一樣大量出血，一石有餘。[28]，如此嚇得姚萇發狂胡言，又求苻堅原諒，姚萇不久傷重身亡，臨終前跪伏床頭，叩首不已。
- 據四庫全書本《述異記》記載：傳聞死於新平寺之苻堅託夢該寺寺主摩訶蘭，望該寺改為祭祀苻堅的廟宇。住持不從，該寺左右居民陸續生病、死亡，改祀後則不再發生相同現象。居民每年正月二日以太牢祭祀、尊其為苻家神[29]。

## 家庭

### 兄弟姐妹
- 苻法，兄长，封東海哀公，丞相，被苻堅母苟氏及李威聯手殺害
- 苻融，弟弟，封阳平哀公，征南大將軍，淝水之战中马倒被杀
- 苻双，弟弟，初封河南公，後封趙公，征西大將軍，秦州刺史。與苻武、苻柳及苻廋叛苻堅作亂，失敗被殺
- 苻忠，弟弟，封河南公
- 苻苌，苻健长子，苻坚堂兄，前秦太子，谥号献哀太子
- 苻靓，苻健次子，苻坚堂兄，封平原王
- 苻生，苻健三子，苻坚堂兄，初封淮南王，前秦废帝，生性暴戾好杀，被苻坚废为越王，后被诛杀，谥号厉王
- 苻觌，苻健四子，苻坚堂兄，封长乐王
- 苻方，苻健五子，苻坚堂兄弟，封高阳王，后封高阳公，谥号愍公
- 苻硕，苻健六子，苻坚堂兄弟，封北平王
- 苻腾，苻健七子，苻坚堂兄弟，封淮阳王，后为淮阳公
- 苻柳，苻健八子，苻坚堂兄弟，封晋王，后封晋公
- 苻桐，苻健九子，苻坚堂兄弟，封汝南王
- 苻廋，苻健十子，苻坚堂兄弟，封魏王，后封魏公
- 苻武，苻健十一子，苻坚堂兄弟，封燕王，后封燕公
- 苻幼，苻健十二子，苻坚堂兄弟，封赵王
- 苻进，苻定之子，苻坚堂弟，后燕尚书郎
- 苻黄眉，生父不详，苻坚堂兄，封广平王
- 苻菁，生父不详，苻坚堂兄，封平昌王
- 苻洛，生父不详，苻坚堂弟，封行唐公
- 苻重，生父不详，苻坚堂弟，封北海公
- 苻绍，生父不详，苻坚堂弟，封高城男
- 苻谟，生父不详，苻坚堂弟，重合侯，后燕中山尹、太宰，谥文献公。

### 后妃
- 苟皇后，皇后，385年随苻宏入东晋
- 慕容氏，皇妃，前燕清河公主，慕容儁女
- 张夫人，皇妃，苻坚被杀以後自杀
- 公孫氏，北魏官員安同好友公孫眷之妹,前燕滅亡後被苻堅納入后宮,之後公孫氏被苻堅選出來，賜給劉庫仁為妻[30]
- 張氏，妾，曾上表勸阻伐晉，她在淝水之戰之後自殺。

### 子
- 苻丕，长乐公，征東大將軍，後即位為前秦哀平帝
- 苻暉，平原公，諡悼王，385年因與西燕軍作戰不利，被苻堅斥責後自殺
- 苻宏，前秦太子，385年入晋，404年与桓玄作乱，次年被杀
- 苻熙，广平公
- 苻叡，鉅鹿公、弘农太守、卫大将军、司隶校尉、录尚书事、雍州刺史，384年为西燕慕容泓所杀
- 苻琳，河间公，384年为西燕军所杀
- 苻詵，中山公，385年在苻堅遇害後自杀

### 女
- 顺陽公主，嫁楊璧，385年随苻宏入晋
- 苻寶，385年苻坚遇害前将其杀死
- 苻錦，385年苻坚遇害前将其杀死
- 某公主，嫁杨定

### 侄
- 苻敞，生父不详，封颍川王，秦高帝苻登生父。
- 苻朗，生父不详，封乐安男
- 苻阳，苻法子，封东海公
- 苻敷，苻法子，封清河公
- 苻馗，苻生子，封越公
- 苻亮，生父不详，封高邑侯
- 苻良，苻柳子，晋公世子
- 苻就，生父不详，苻丕堂弟
- 苻冲，生父不详，封西平王
- 苻定，堂侄，冀州刺史、阜城侯
- 苻鉴，堂侄，固安侯
- 苻坚兄弟皆有子嗣，但皆未留下姓名。苻坚堂兄弟燕公苻廋有七子，五公之乱后全被苻坚赦免，长子继承燕郡公爵位，其余六子承袭县公爵位。

## 註解
1. ↑   《十六國春秋·卷四》：八歲，請就師學。洪曰：「尚小，未可。吾年十三，方欲求師，時人猶以為速成。」與《晉書·苻堅傳》中「八歲，請師就家學。洪曰：『汝戎狄異類，世知飲酒，今乃求學邪！』欣然許之。」不同。但以《十六國春秋》亦云苻堅：「性至孝，有器度，博學多才藝。年十一，便有經略大志。」與苻堅本傳相近，亦顯示其早受學，故從《晉書》。
2. ↑   《晉書·苻洪傳》記載，後趙丞相石虎在333年消滅石生和石朗勢力後，聽從苻洪建議，遷關中豪族及羌人到京師，並以苻洪為龍驤將軍、流人都督。而按《晉書·苻堅傳》，其更稱苻健是夢到天神授意才如此，勉勵的話為：「汝祖昔受此號，今汝復為神明所命，可不勉之！」。
3. ↑   《晉書·苻堅傳上》載：讚、翼說堅曰：「今主上昏虐，天下離心。有德者昌，無德受殃，天之道也。神器業重，不可令他人取之，願君王行湯武之事，以順天人之心。」
4. ↑  即中尉及大農，因三卿為以上兩者加上郎中令，而當時郎中令實由朝廷委派
5. ↑   《晉書·苻堅傳上》載王猛處罰強豪後「於是百僚震肅，豪右屏氣，路不拾遺，風化大行。堅歎曰：『吾今知始佑天下之有法也，天子之為尊也！』」
6. ↑  按《資治通鑑》永和七年條，苻健即位時以苻騰為「淮陽公」，及後未見其徙封的記載。然而在興寧二年條則為汝南公，不知何故。
7. ↑   五人為高陽公苻方、晉公苻柳、魏公苻廋（或作苻謏）、燕公苻武及趙公苻幼（《資治通鑑》寫苻幼叛亂時為「淮南公」）。
8. ↑   「棃」即「梨」，胡三省註：「棃肉脆而齧之易入，以喻親戚離叛，則國力脆弱，將為敵人所乘，故齧棃付使者，賜柳等以为信也。」
9. ↑   《資治通鑑·卷一百一》太和二年：「堅遣使諭之曰：『吾待卿等，恩亦至矣，何苦而反！今止不徵，卿宜罷兵，各定其位，一切如故』各齧棃以為信
10. ↑   《晉書·慕容暐傳》：「垂既有大功（指擊退桓溫），威德彌振，慕容評素不平之。垂又言其將孫蓋等摧鋒陷銳，宜論功超授，評寢而不錄。垂數以為，言頗與評廷爭。可足渾氏（指慕容儁皇后可足渾氏）責惡垂，毀其戰功，遂與評謀殺垂。垂懼，奔於苻堅。」
11. ↑   《資治通鑑》太和二年條：「秦王堅聞恪卒，陰有圖燕之計，欲覘其可否，命匈奴曹轂發使如燕朝貢，以西戎主簿郭辯為副。」
12. ↑   《晉書·慕容垂傳》：「自恪卒後，堅密有圍暐之謀，憚垂威名而未發。」
13. ↑   《資治通鑑》太和四年條：「王猛言於堅曰：『慕容垂父子，譬如龍虎，非可馴之物，若借以風雲，將不可復制，不如早除之。』」直要苻堅殺慕容垂父子以除後患。
14. ↑   《晉書·苻堅傳上》寫「四十餘萬」，今從《資治通鑑》。
15. ↑   《晉書·桓溫傳》：「（桓溫）先使袁真伐譙梁，開石門以通運。真討譙梁皆平之，而不能開石門，軍糧竭盡。溫焚舟步退，自東燕出倉垣，經陳留，鑿井而飲，行七百餘里。（慕容）垂以八千騎追之，戰于襄邑，溫軍敗績，死者三萬人。溫甚恥之，歸罪袁真，表廢為庶人。真怨溫誣已，據壽陽以自固，潛通苻堅、慕容暐。
16. ↑   《晉書·王猛傳》：「猛曰：『晉雖僻陋吳越，乃正朔相承。親仁善鄰，國之寶也。臣沒之後，願不以晉為圖。鮮卑、羌虜，我之仇也，終為人患，宜漸除之，以便社稷。』
17. ↑   《晉書·苻堅傳下》：「堅大悅，恐（謝）石等遁也，捨大軍於項城，以輕騎八千兼道赴之，令軍人曰：『敢言吾至壽春者拔舌。』故石等不知。」
18. ↑  《晉書》卷114：城中有書曰《古符傳賈錄》，載「帝出五將久長得」。先是，又謠曰：「堅入五將山長得。」堅大信之。
19. ↑   中軍將軍、外軍將軍、前禁將軍、後禁將軍、右禁將軍及左禁將軍。
20. ↑   二衞即左衞將軍及右衞將軍；四軍長上包括衞軍將軍、撫軍將軍、鎮軍將軍、冠軍將軍；長上即長上宿衞。
21. ↑   苻丕駐鄴、石越駐龍城、梁讜駐薊、王騰駐晉陽、苻暉駐洛陽、苻叡駐蒲阪、毛興駐枹罕（今甘肅臨夏市），駐鎮關東及河北各重鎮以及隴右地區
22. ↑   王仲犖 《魏晉南北朝史》第四章第三節 〈苻秦政治的漸趨紊亂〉
23. ↑   《資治通鑑·卷一百》升平二年條：「趙之亡也，其將張平、李歷、高昌皆遣使降燕，已而降晉，又降秦，各受爵位，欲中立以自固。
24. ↑   慕容農私言於慕容垂曰：「自王猛之死，秦之法制，日以頹靡，今又重之以奢侈，殃將至矣。」
25. ↑  《晉書·苻登傳》載曰：「新平之禍，非萇之罪。臣兄襄從陝北渡，假路求西，狐死首丘，欲暫見鄉里。陛下與苻眉要路距擊，不遂而沒。襄敕臣行殺，非臣之罪。苻登陛下末族，尚欲復讎，臣為兄報恥，於理何負！昔陛下龍驤之號，謂臣曰：『朕以龍驤建業，卿其勉之！』明詔昭然，言猶在耳。陛下雖過世為神，豈假手於苻登而圖臣，忘前征時言邪！今為陛下立神象，可歸伏於此，勿計臣過，聽臣至誠。」
26. ↑  《晉書·苻登傳》載：「登進師攻萇，既而升樓謂萇曰：『自古及今，安有殺君而反立神象請福，望有益乎？』」
27. ↑  《晉書》「將天官使者、鬼兵數百突入營中」
28. ↑  《晉書》「誤中萇陰，出血石餘」
29. ↑  四庫全書本《述異記》：「苻堅既為姚萇所殺於新平佛寺中，後寺主摩訶蘭常夢堅曰：『可為吾作宮。』既而寺左右民家死疫相繼，巫者常見堅怒曰：『吾不宮，將盡殺新平民。』因共改寺為廟，遂無復災疾。每年正月二日，民競祀以太牢。新平寺，今苻家神也」。
30. ↑  《魏书·卷三十·列传第十八》：安同，辽东胡人也。其先祖曰世高，汉时以安息王侍子入洛。历魏至晋，避乱辽东，遂家焉。父屈，仕慕容暐，为殿中郎将。苻坚灭暐，屈友人公孙眷之妹没入苻氏宫，出赐刘库仁为妻。

## 延伸阅读
[在维基数据编辑]
 《晉書·卷113》，出自房玄齡《晉書》